# مطار طرويل

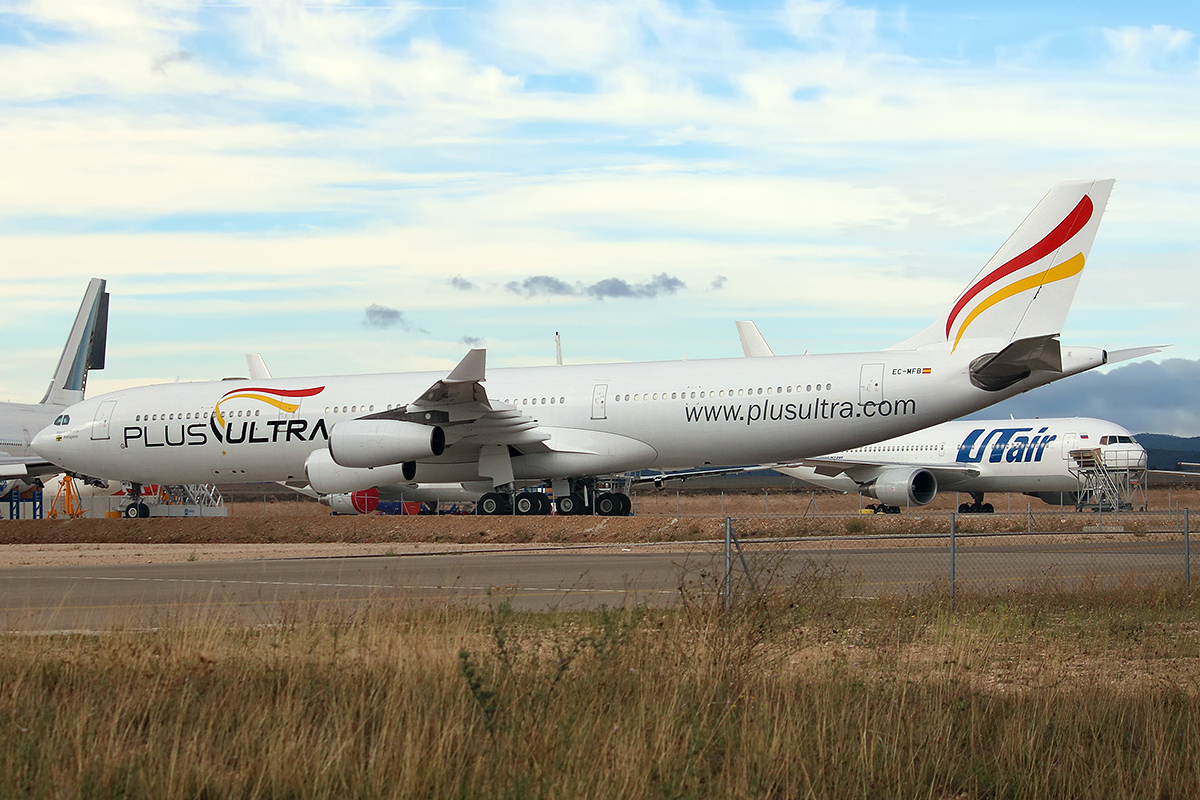
طائرة إيرباص إيه 340 تابهة لشركة الطيران الإسبانية في المطار

مطار طرويل (Teruel Airport) (إياتا: TEV، إيكاو: LETL) هو مطار بالقرب من طرويل، بمقاطعة طرويل، إسبانيا. تم اعتماد «بلاتا» (PLATA) للاستخدام العام من قبل وكالة سلامة وأمن الطيران الإسبانية (AESA)، في 5 فبراير 2013. تم منح الإذن بالعمليات الجوية من قبل (AESA) وحكومة أراغون في 28 فبراير 2013. تعمل في المطار شركة «ترماك أيروسيرف» (Tarmac Aerosave) وتقدم خدمات صيانة الطائرات وتخزينها.
بلاتا (PLATA) أو (Plataforma Aeroportuaria-Teruel) مملوكة من قبل كونسورتيوم شكلته حكومة أراغون ومجلس مدينة طرويل، ولا تنتمي إلى مجموعة «أينا» (AENA).
المناخ الجاف يجعل من المطار مكانًا مناسبًا للتخزين طويل الآجل للطائرات بسعة تخزين تصل إلى 250 طائرة. خلال جائحة فيروس كورونا، كانت هناك حوالي 100 طائرة متوقفة هناك.
يوجد مبنى رئيسي به برج ومحطة أساسية ولكنه غير مجهز للتعامل مع حركة الركاب. توجد محطة انقاذ ومكافحة حرائق الطائرات (ARFF) منفصلة بجوار المبنى الرئيسي. أيضًا يوجد بالمطار ثلاث حظائر طائرات، لإجراء الصيانة أو إزالة الأجزاء.

## مرافق اختبار الدفع الفضائي (PLD)
في أغسطس 2018، وقعت «بيه إل دي سبيس» (PLD Space) واتحاد مطار تيرويل امتيازا لاستغلال مساحة 13,337م2 في المطار لكي تجري «بيه إل دي سبيس» لاختبار تكنولوجيا مركبات قذف وحمل الصواريح. تبلغ مدة الاتفاقية 25 عامًا، مع خيار تمديد إضافي لمدة 10 سنوات. ستستثمر «بيه إل دي سبيس» مليون يورو في البنية التحتية لبناء غرفة تحكم جديدة ومكاتب ومسارات وصول وحظيرة صيانة محركات الصواريخ ومنصة اختبار جديدة لكامل اختبارات الصاروخ «ميورا 1» (Miura 1). تم إجراء الاختبار لمدة ثلاث سنوات سابقة، على أساس عقد قصير الأجل.

## روابط خارجية
- موقع رسمي
- مطار طرويل
- شركة Tarmac Aerosave
- تقرير للمراقبين بالصور